# Sant Martí Sacalm

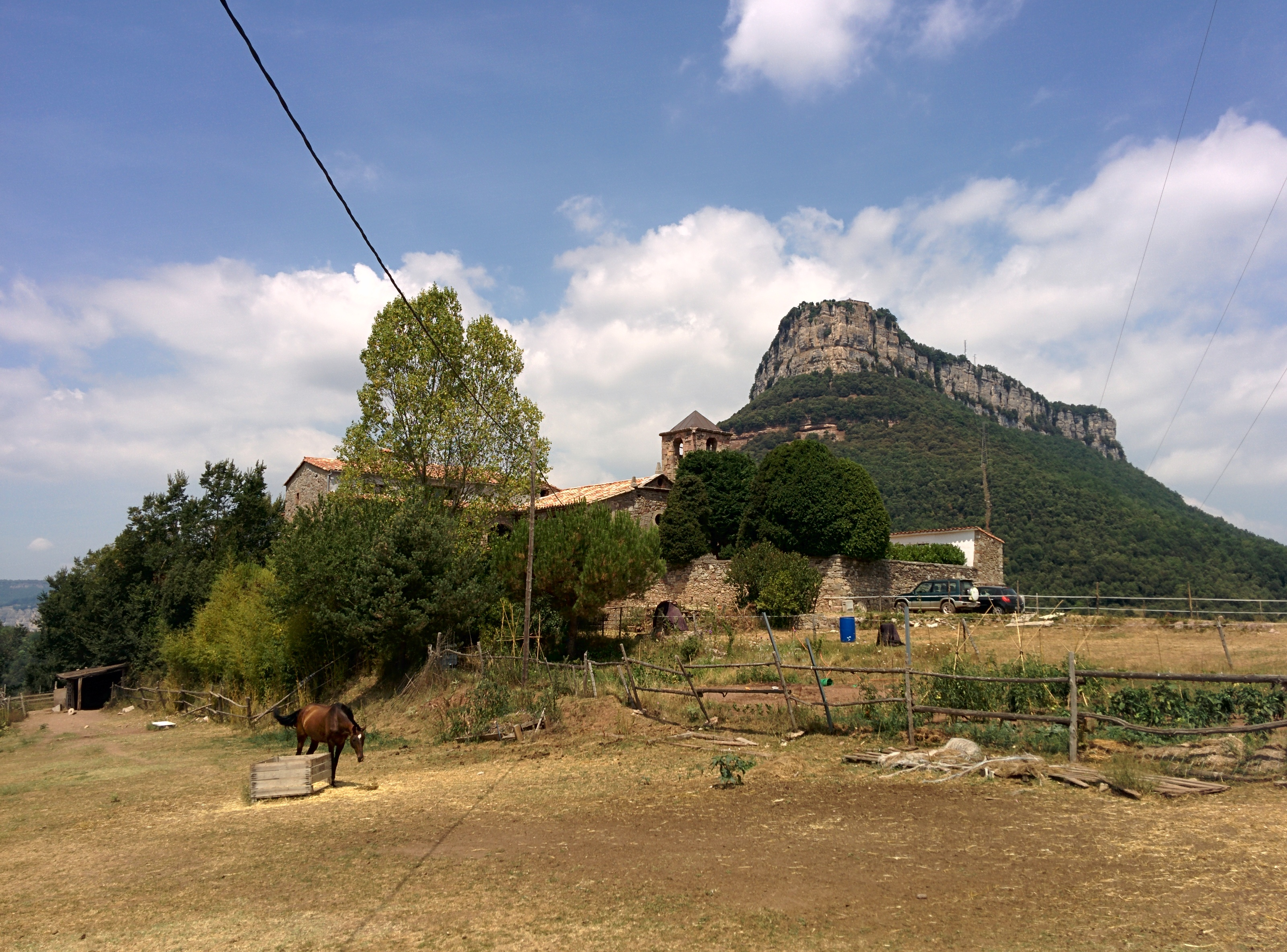
Església parroquial de Sant Martí Sacalm amb El Far al darrere

Sant Martí Sacalm, també conegut com a Sant Martí de Cantallops, i antigament anomenat Cantallops, és un poble, capital del municipi de Susqueda, a la comarca de la Selva. En el cens de 2016 tenia 28 habitants, 13 al nucli de Sant Martí i 15 en habitatges disseminats.
Al nucli hi ha l'ajuntament del municipi i l'església romànica de Sant Martí.
Sant Martí Sacalm va ser un ens local independent fins al 1846, quan va ser unit a Susqueda per la política de reducció del número de municipis. Entre el 1937 i el 1939 va restar unit a Amer. El 1965 va esdevenir capital del municipi.
A la part limítrofe amb Amer hi ha el desconegut però alhora prolífer jaciment Neolític del Puig de les Sorres on apareixien multitud de restes litiques, i també restes ibèriques i romanes més contemporànies en edat; que es coneixen que están en antigues col·leccions privades en venta procedents d'altres zones de les localitats Amer, Anglès, Sta Coloma de Farners...